# Danielle Sharp
Danielle Sharp (Grimsby, Inglaterra; 21 de agosto de 1991) es una modelo, también de glamour, actriz y streamer de videojuegos británica.

## Biografía
Danielle Sharp nació en Grimsby y luego se trasladó a Ulceby con su familia. Estudió en el Matthew Humberstone School, en el Baysgarth School de Barton-upon-Humber y en el John Leggott College de Scunthorpe.
Asistió a la Universidad de Lancashire Central, donde se graduó con una licenciatura en Gestión de Marcas de Moda en 2013.
Cuando aún estaba en la universidad, fue nombrada la estudiante más sexy de Gran Bretaña por la revista Loaded (número de noviembre de 2011). Se convirtió en un elemento básico de las revistas para chicos en Gran Bretaña en 2012 y 2013, apareciendo repetidamente en Front, Nuts (cuyos lectores la votaron como sexta entre las 100 chicas más sexys de Nuts (número del 30 de noviembre)) y FHM (donde fue votada como la número 100 de las 100 más sexys de 2015 de la revista).
Con el auge de las redes sociales su número de seguidores creció hasta alcanzar más de 230 000 en Instagram y 55 000 en Twitter.
Comenzó a actuar en 2014, estudiando arte dramático en el ICAT y se convirtió en miembro activo de The Actors Centre de Londres, donde conoció la técnica Meisner, que pasó a estudiar en The Impulse Company y se graduó en 2016. Ese mismo año apareció junto a David Walliams en el vídeo musical de Don't Even Try de Bryan Adams.